# Mary Bryan
Mary Bryan (* 1936 als Mary O’Sullivan; † 26. Oktober 2017) war eine irische Badmintonspielerin. Sie war mehr als 15 Jahre lang neben Yvonne Kelly die dominierende Athletin im Badminton in ihrer Heimat.

## Karriere
Mary O’Sullivans erster Erfolg waren die Irish Open 1956, wo sie im Dameneinzel siegte. Ein Jahr später gewann sie ihre erste Irische Meisterschaft im Damendoppel. 1958 siegte sie erstmals bei den Welsh International, 1963 erstmals bei den Scottish Open. Bis 1972 sammelte sie 38 bedeutende nationale und internationale Titel.

## Erfolge
| Saison | Veranstaltung                 | Disziplin   | Platz | Sieger                          |
| ------ | ----------------------------- | ----------- | ----- | ------------------------------- |
| 1956   | Irish Open                    | Dameneinzel | 1     | Mary O’Sullivan                 |
| 1957   | Irische Meisterschaft         | Damendoppel | 1     | Yvonne Kelly / Mary O’Sullivan  |
| 1958   | Irische Meisterschaft         | Damendoppel | 1     | Yvonne Kelly / Mary O’Sullivan  |
| 1958   | Welsh International           | Dameneinzel | 1     | Mary O’Sullivan                 |
| 1959   | Irische Meisterschaft         | Damendoppel | 1     | Yvonne Kelly / Mary O’Sullivan  |
| 1959   | Irische Meisterschaft         | Dameneinzel | 1     | Mary O’Sullivan                 |
| 1960   | Irische Meisterschaft         | Dameneinzel | 1     | Mary O’Sullivan                 |
| 1960   | Irish Open                    | Damendoppel | 1     | Yvonne Kelly / Mary O’Sullivan  |
| 1960   | Irische Meisterschaft         | Damendoppel | 1     | Yvonne Kelly / Mary O’Sullivan  |
| 1960   | Irish Open                    | Dameneinzel | 1     | Mary O’Sullivan                 |
| 1961   | Irische Meisterschaft         | Damendoppel | 1     | Yvonne Kelly / Mary O’Sullivan  |
| 1962   | Irische Meisterschaft         | Dameneinzel | 1     | Mary O’Sullivan                 |
| 1962   | Irish Open                    | Damendoppel | 1     | Yvonne Kelly / Mary O’Sullivan  |
| 1962   | Irische Meisterschaft         | Damendoppel | 1     | Lena McAleese / Mary O’Sullivan |
| 1963   | Irische Meisterschaft         | Damendoppel | 1     | Yvonne Kelly / Mary O’Sullivan  |
| 1963   | Irische Meisterschaft         | Dameneinzel | 1     | Mary O’Sullivan                 |
| 1963   | Scottish Open                 | Damendoppel | 1     | Mary O’Sullivan / Yvonne Kelly  |
| 1963   | Scottish Open                 | Dameneinzel | 1     | Mary O’Sullivan                 |
| 1964   | Swedish Open                  | Damendoppel | 1     | Judy Hashman / Mary O’Sullivan  |
| 1964   | Irische Meisterschaft         | Dameneinzel | 1     | Mary O’Sullivan                 |
| 1964   | Irische Meisterschaft         | Mixed       | 1     | Samuel Blair / Mary O’Sullivan  |
| 1965   | Irische Meisterschaft         | Damendoppel | 1     | Yvonne Kelly / Mary Bryan       |
| 1965   | Irische Meisterschaft         | Mixed       | 1     | Samuel Blair / Mary O’Sullivan  |
| 1966   | Irische Meisterschaft         | Damendoppel | 1     | Yvonne Kelly / Mary Bryan       |
| 1966   | Irish Open                    | Damendoppel | 1     | Yvonne Kelly / Mary Bryan       |
| 1966   | Irish Open                    | Dameneinzel | 1     | Mary Bryan                      |
| 1966   | Irische Meisterschaft         | Dameneinzel | 1     | Mary Bryan                      |
| 1968   | Irische Meisterschaft         | Dameneinzel | 1     | Mary Bryan                      |
| 1968   | Irish Open                    | Damendoppel | 1     | Yvonne Kelly / Mary Bryan       |
| 1968   | Irish Open                    | Dameneinzel | 1     | Mary Bryan                      |
| 1969   | Irische Meisterschaft         | Dameneinzel | 1     | Mary Bryan                      |
| 1971   | Irische Meisterschaft         | Dameneinzel | 1     | Mary Bryan                      |
| 1971   | Irische Meisterschaft         | Damendoppel | 1     | Yvonne Kelly / Mary Bryan       |
| 1972   | Irish Open                    | Mixed       | 1     | John McCloy / Mary Bryan        |
| 1972   | Irland: Einzelmeisterschaften | Damendoppel | 1     | Yvonne Kelly / Mary Bryan       |
| 1972   | Irland: Einzelmeisterschaften | Dameneinzel | 1     | Mary Bryan                      |
| 1972   | Irland: Einzelmeisterschaften | Mixed       | 1     | John McCloy / Mary Bryan        |
| 1972   | Irish Open                    | Damendoppel | 1     | Yvonne Kelly / Mary Bryan       |